# Іваницькі (герб)
Іваницькі (інша назва: Повня, Повний місяць)– шляхетський герб руського (українського) походження.

## Опис герба
Опис з використанням принципів блазонування:
У червоному полі срібний місяць, на якому такий же хрест з перехрещеними на кінцях раменами.
Клейнод: на трьох страусових перах дві срібні шаблі із золотим руків'ям лезами догори.              В українській козацькій геральдиці перехрещені хрести, зокрема, у поєднанні з іншими символами (наприклад, сонцем, місяцем, зірками), можуть символізувати стійкість, вірність та зв'язок між поколіннями захисників України

## Гербовий рід
Іваницькі.Їхній предок Богдан із Іваниць провів у 1341 р. князя Любарта, обложеного поляками у Володимирі-Волинському, через ворожий стан. Загинув Богдан пізніше під час битви з татарами в Літовищах, залишивши двох синів - Адріана та Іллю (Еліаш), які були лицарями[1]. Захар (Захаріяш) Іваницький, загинув у битві під Варною (1444), а Михайла було вбито під Сокалем (1519).